# 小行星52480
小行星52480（52480 Enzomora）是一颗绕太阳运转的小行星，为主小行星带小行星。该小行星于1995年10月发现。
該小行星以義大利業餘天文學家吉安·文森佐·莫拉（Gian Vincenzo Mora）命名。

## 轨道参数
小行星52480的轨道半长轴为324 731 364 km（2.1706642 UA），离心率为0.043。